# Sindangan
Sindangan (Bayan ng Sindangan) är en kommun i Filippinerna. Kommunen ligger på ön Mindanao, och tillhör provinsen Zamboanga del Norte. Folkmängden uppgår till 80 133 invånare.

## Barangayer
Sindangan är indelat i 52 barangayer.
| - Bago - Balok - Bantayan - Bato - Benigno Aquino Jr. - Binuangaen - Bitoon - Bucana - Calatunan - Caluan - Calubian - Dagohoy - Dapaon - Datagan - Datu Tangkilan - Dicoyong - Disud - Don Ricardo G Macias (Dinokot) | - Doña Josefa - Dumalogdog - Fatima - Gampis - Goleo - Imelda - Inuman - Joaquin Macias - La Concepcion - La Roche San Miguel - Labakid - Lagag - Lapero - Lawis - Magsaysay - Mandih - Maras | - Mawal - Misok - Motibot - Nato - Nipaan - Pangalalan - Piao - Poblacion - Santo Niño - Santo Rosario - Siare - Talinga - Tigbao - Tinaplan - Titik - Upper Inuman - Upper Nipaan |